# Neder-Betuwe
Neder-Betuwe  è una municipalità dei Paesi Bassi situata nella provincia della Gheldria.
È stato costituito il 1º gennaio 2002 per unione dei comuni di Dodewaard, Echteld e Kesteren. Fino al 1º aprile 2003 l'unione dei comuni ha avuto il nome di Kesteren.